# Бебі Бос
«Бебі Бос» (англ. The Boss Baby, досл. «Малюк-начальник») — американський комедійний мультфільм 2017 року, знятий Томом Мак-Гратом за однойменною книгою Марли Фрейзі. Фільм розповідає про пригоди немовля, яке потрапило у звичайну американську сім'ю з метою виконання завдання у ролі таємного агента. З іншого боку, у мультфільмі, завдяки дитячій історії, піднімається тема стосунків батьків та дітей, коли мова йде про розподіл батьківської опіки, уваги та любові між декількома нащадками у сім'ї. Прем'єра стрічки в Україні відбулася 23 березня 2017 року.

## У ролях
- Алек Болдвін — Бебі Бос
- Тобі Магвайр — Тім / оповідач
  - Майлз Бакші — 7-річний Тім
- Стів Бушемі — Френсіс Е. Френсіс
- Джиммі Кіммел — батько
- Ліза Кудров — мати

## Український дубляж
| Актор                         | Роль                   |
| ----------------------------- | ---------------------- |
| Назар Задніпровський          | Бебі Бос               |
| Олег Лепенець                 | Френсіс Френсіс        |
| Юрій Кудрявець                | Тато — Тед Темплон     |
| Наталя Романько-Кисельова     | Мати — Джаніс Темплтон |
| Павло Скороходько             | Дорослий Тім/Диктор    |
| Володимир Машук               | Тім                    |
| Матвій Ніколаєв               | Чудодій                |
| Дмитро Гаврилов               | Елвіси                 |
| Сергій Солопай                | Євген                  |
| Галина Дубок                  | Стейсі                 |
| Єгор Скороходько              | Трійнята               |
| Олександр Погребняк           | Джимбо                 |
| Дмитро Сова                   | Охоронець              |
| Дмитро Рассказов-Тварковський | Теді                   |
| Михайло Войчук                | Фотограф Капітан Рос   |
| Вероніка Лук'яненко           | Дочка Тіма             |
| Катерина Башкіна-Зленко       | ТБ Шеф                 |
| Аревік Арзуманова             | Стюардеса              |
| Петро Сова                    | Гучномовець Аеропорт   |
| Олена Борозенець              | Ракета                 |
| Юрій Сосков                   | Мото Стейсі            |

Переклад — Сергій Ковальчук
Режисер — Катерина Брайковська
Звукорежисер — Антон Семикопенко
Менеджер проєкту — Ірина Туловська

## Виробництво
Проєкт було анонсовано 12 червня 2014 року, режисером став Том Мак-Грат.

## Нагороди та номінації
| Список нагород та номінацій «Бебі Бос» | Список нагород та номінацій «Бебі Бос» | Список нагород та номінацій «Бебі Бос»     | Список нагород та номінацій «Бебі Бос» | Список нагород та номінацій «Бебі Бос» | Список нагород та номінацій «Бебі Бос» |
| Кінофестиваль/Кінопремія               | Рік                                    | Категорія                                  | Номінант(и)                            | Результат                              | Дж                                     |
| -------------------------------------- | -------------------------------------- | ------------------------------------------ | -------------------------------------- | -------------------------------------- | -------------------------------------- |
| Премія «Оскар»                         | 4.03.2018                              | Найкращий анімаційний повнометражний фільм | Бебі-бос                               | Номінація                              | [ 6 ]                                  |